# Сергеевское водохранилище (Казахстан)
Серге́евское водохрани́лище (каз. Сергеев бөгені) — одно из водохранилищ Северо-Казахстанской области Казахстана. Расположено на реке Ишим в районе Шал Акына к югу от города Сергеевка.
Водохранилище образовано в 1969 году. Его длина составляет 75 км, ширина — 7-8 км, длина береговой линии — 264 км. Площадь водохранилища составляет 117 км², объём — 0,695 км³, средняя глубина 5,9 м. Оно осуществляет многолетнее регулирование стока. Используется для энергетики (Сергеевская ГЭС у одноимённого города), питания Ишимского водопровода и ирригации. В Сергеевское водохранилище впадает река Иманбурлык.

## Паводок в Казахстане (2024)
7 апреля 2024 года наполняемость Сергеевского водохранилища составляла 175 % (объем — 1213 млн м³). Уровень водохранилища — 1190 сантиметров (максимальный — 800). Перелив над гребнем плотины составлял 390 сантиметров. 10 апреля высота перелива превысила исторический максимум — 422 сантиметра.